# The Servant (Band)

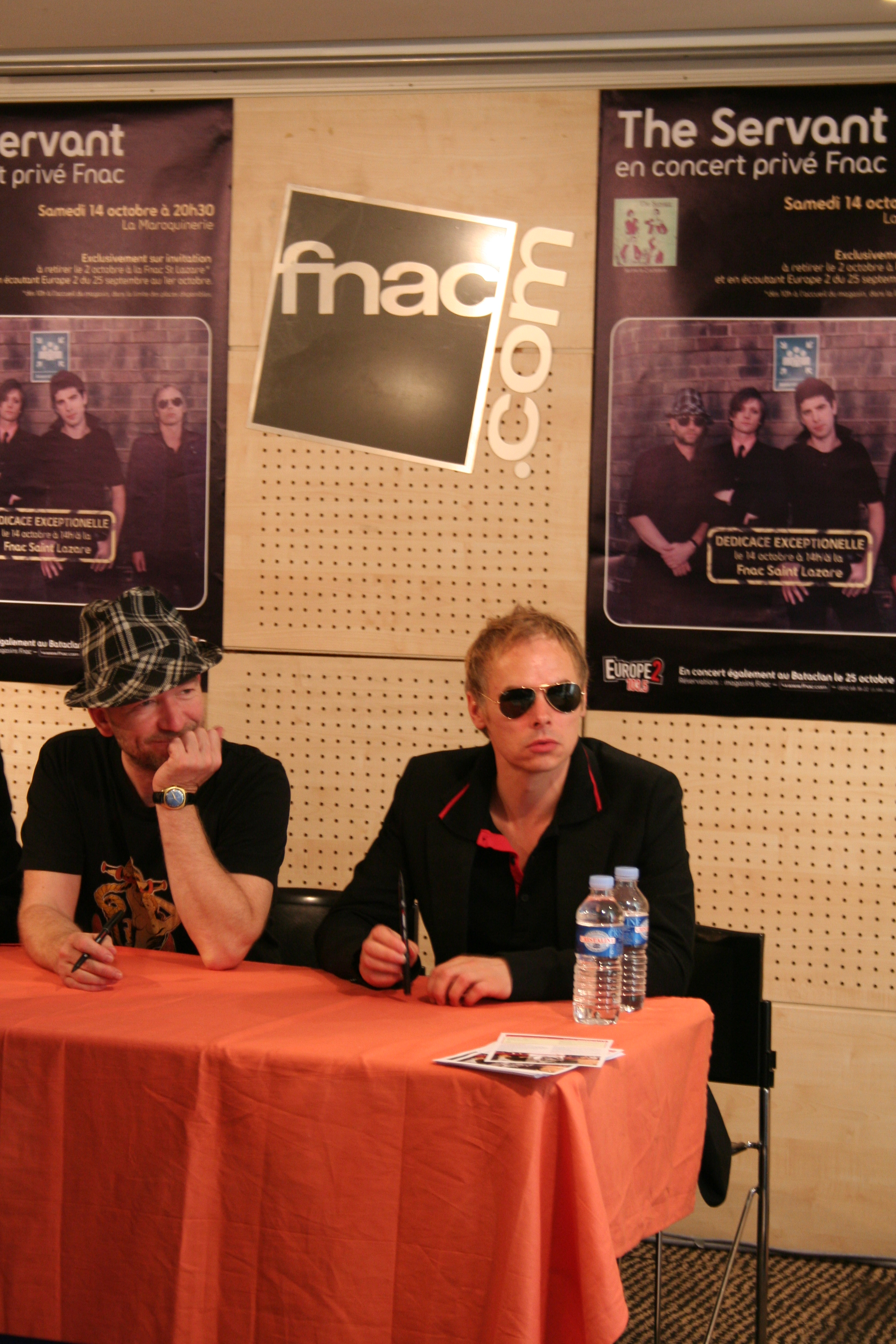
The Servant (2006)

The Servant (englisch der Diener) war eine britische Rockband.

## Bandgeschichte
Mit 18 Jahren zog der aus Leeds stammende Dan Black, späterer Sänger und Mastermind der Band, nach London, wo er an der Chelsea School of Art studierte und in verschiedenen Bands spielte. Dort traf er Matt Fisher und Trevor Sharpe, mit denen er Ende der 1990er The Servant gründete. Die Band wurde nach Joseph Loseys gleichnamigem Film aus dem Jahre 1968 benannt. 2000 wurde die erste EP Mathematics der Band veröffentlicht. Im Jahr danach stieß mit der EP With the Invisible der Gitarrist Chris Burrows zur Band.
Mit ihrem selbstbetitelten Debütalbum waren sie 2004 vor allem in Italien und Frankreich sehr erfolgreich. 2008 trennte sich die Band. Dan Black startete erfolgreich seine Solo-Karriere.

## Stil
Black wurde von Gruppen wie den Beatles, The Rolling Stones und Bob Dylan beeinflusst. Er selbst sagt dazu: „When I was little, I was Prince and Jane’s Addiction oriented, then at Bowie, Lou Reed, The Velvets, in my adolescence. And tons of hip hop. I have never been satisfied just with white guitarists …“. Diese Einflüsse finden sich dann auch im Sound der Band wieder, wobei sie dank des unverkennbaren, nasalen Klangs von Blacks Stimme einen hohen Wiedererkennungswert besitzen.

## Diskografie

### Singles
- 2005 Cells – Maxi-CD; Instrumentalversion im Trailer zu Sin City und Transporter – The Mission verwendet
- 2004 Liquefy – Maxi-CD
- 2003 Orchestra – Maxi-CD
- 2001 In a Public Place – Maxi-CD

### Alben
- 2006 How to Destroy a Relationship
- 2003 The Servant
- 2001 With the Invisible – Mini-Album (EP)
- 2000 Mathematics – Mini-Album (EP)